# Lawrence Kutner
Doktor Lawrence Kutner (rođ. Lawrence Choudray) fiktivni je lik iz medicinske serije Dr. House, kojeg je tumačio Kal Penn. Postao je član Houseovog novog dijagnostičkog tima u epizodi "Games", devetoj epizodi četvrte sezone. Kutner je počinio samoubojstvo u epizodi pete sezone, "Simple Explanation".

## Karakter
Kutner je otvoren za bilo kakva nova iskustva zbog čega se i priključio Houseovom timu. Dobio je broj šest za vrijeme "igara", no dobio je otkaz u svom prvom nastupu jer je prijavio Amber Volakis da je bilježila informacije o pacijentu. Nastavio je raditi čak i nakon što je dobio ostavku, okrenuvši svoj broj šest naopako u devet, i odbijajući otići, a zatim je iznio sjajnu ideju o testiranju funkcije jetre, koristeći alkohol, što je impresioniralo Housea, tako da ga je zadržao.
Od svih novih kandidata, on pokazuje najviše entuzijazma, i od svih, najčešće pristaje na Houseovo riskiranje, što uključuje i ilegalne aktivnosti. Kada je House konačno prisiljen odabrati novi tim, dr. Cuddy mu preporuča da zaposli Kutnera jer "on i House dijele istu filozofiju medicine". Dobio je prvu pohvalu od Housea kada je defibrilirao pacijenta u hiberbaričnoj komori, oživio ga ali i zapalio zbog visoke koncentracije kisika u zraku. Slično tome, u epizodi "Mirror Mirror", oživio je pacijenta s defibrilatorom unatoč tome što je bio mokar, zbog čega se i on sam onesvijestio. Defibrilatori i Kutner su postali predmet Houseovih šala, koji ga u epizodi "Ugly" naziva "profesionalnim defibrilistom", naslovom na koji je sam Kutner ponosan.
Kutner je fan znanstvene fantastike, i lako ga privlače zgodne žene, zbog čega je i pozvao Amber Volakis na spoj. Ipak, na kraju epizode "Wilson's Heart", dok su drugi likovi tugovali i bili uznemireni zbog Amberine smrti, on je proveo noć poslije njene smrti jedući pahuljice dok gleda televeziju. Kutner ima naviku dijeliti osobne podatke sa svima (Taub je rekao u "Let Them Eat Cake!" da je rekao svojim suradnicima kad je produžio pretplatu za National Geographic).
U epizodi "Here Kitty", vidimo da je Kutner praznovjeran, bacajući sol iza ramena kada House namjerno prospe malo i izbjegava hodati ispod skala. Isto tako, muči se kako bi izbjegao mačku koja predviđa smrt ljudima koji su blizu nje.

## Životopis
Malo se zna o njegovoj prošlosti. U finalu četvrte sezone, House je komentirao da "Kutner" nije indijsko prezime. On otkriva da su njegovi roditelji imali trgovinu, i ubijeni su u pljački dok je imao 6 godina, sugerirajući da je dobio prezime od posvojitelja. U epizodi "Birthmarks", Kutner priznaje da voli biti drugačiji, tako što je Indijac, u posvojenoj židovskoj obitelji. U epizodi četvrte sezone "Ugly", kako bi umirio pacijenta da prizna konzumaciju droga, i sam priznaje da je koristio droge kao adolescent. U "Adverse Events" vidi se da drži Guinnessov rekord za najduže puzanje - puzao je 21 milju. U epizodi "Joy to the World", kao odgovor ostalim događajima u epizodi, u epilogu se ispričava kolegi iz srednje škole kojeg je zlostavljao. U epizodi "Let Them Eat Cake", Kutner je započeo s internetskom medicinskom klinikom pod Houseovim imenom, ipak, njegove ga kolege i onda sam House ucjene da bi im dao dio novca. U epizodi "Here Kitty" vraća Houseu milo za drago jer ga je ismijavao zbog praznovjerja, i zato što je glumio da bljuje krv po njemu, Kutner je navodno natjerao mačku da urinira po Houseovoj stolici. Poslije Kutner implicira da je to njegov urin. U epizodi "Simple Explanation", tim upoznaje Kutnerove roditelje koji im kažu da ih je do devetog rođendana zvao 'gospodine i gospođo Kutner', a nakon toga 'mama i tata'. Isto tako kažu da je Kutnerovo ime prije bilo Lawrence Choudray, dok ga nije sam odlučio promijeniti.

## Recepcija
Kutnerova smrt je kritizirana u The Star-Ledgeru kao besmislena, i napisana samo da bi se stvorila posebna epizoda. Ova je interpretacija poslije opovrgnuta jer se Kutnerova smrt pokazala kao završni udarac Houseovoj psihi, nakon čega je izgubio kontrolu u sljedećim epizodama, što je dovelo do dvodnevne halucinacije izazvane pretjeranim korištenjem Vicodina.

## Vanjske poveznice
- Lawrence Kutner na House Wiki
- Dr. Lawrence Kutner u internetskoj bazi filmova IMDb-u (engl.)
- Službena FOX-pva stranica  Arhivirana inačica izvorne stranice od 23. svibnja 2012. (Wayback Machine)